# Baron, Gironde

Baron este o comună în departamentul Gironde din sud-vestul Franței. În 2009 avea o populație de 1.033 de locuitori.

## Evoluția populației
| An        | 1975 | 1982 | 1990 | 1999 | 2006 | 2009  |
| --------- | ---- | ---- | ---- | ---- | ---- | ----- |
| Populație | 527  | 668  | 749  | 866  | 937  | 1.033 |